# Jesus curando a mulher enferma

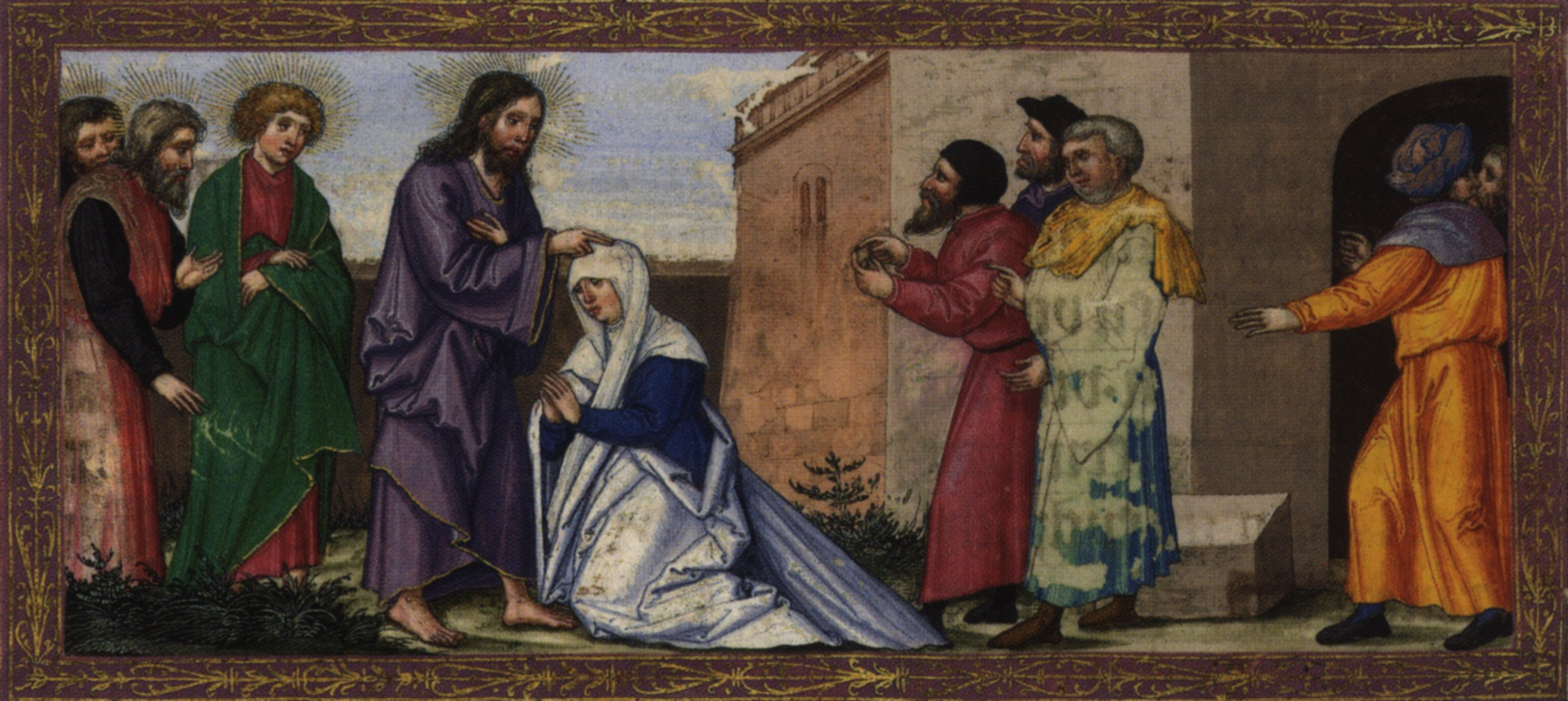
Curando a mulher no sabbath
1530-32. Iluminura na Bíblia Ottheinrich. Por Matthias Gerung, atualmente na Bayerische Staatsbibliothek, em Munique.

Jesus curando a mulher enferma é um dos milagres de Jesus, narrado apenas no Evangelho de Lucas (em Lucas 13:10–17).

## Narrativa bíblica
De acordo com Lucas, Jesus estava ensinando em uma sinagoga num sábado e uma mulher que ali estava havia sido aleijada por um demônio havia dezoito anos. Ela estava curvada e não conseguia mais se erguer. Quando Jesus a viu, ele a chamou, disse "Mulher, estás livre da tua enfermidade!" e a tocou. Ela imediatamente se ergueu e louvou a Deus.
Indignados por Jesus ter realizado a cura num sábado, o doutor da Lei na sinagoga disse à multidão "Seis dias há em que se deve trabalhar; vinde, pois, nesses dias para serdes curados, e não no sábado.". Jesus respondeu-lhe: "Hipócritas, não desprende cada um de vós o seu boi ou o seu jumento da manjedoura no sábado para o levar a beber? Não devia ser solta desta prisão no sábado esta mulher que é filha de Abraão, e que há dezoito anos Satanás tinha presa?".
Ao dizer isso, os seus adversários se sentiram humilhados e o povo comemorou.